# Выше неба (фильм, 2012)
Вы́ше не́ба (бел. Вышэй за неба) — молодёжная драма, изначально планировавшаяся как телесериал, снятая Андреем Курейчиком и Дмитрием Марининым по заказу Программы развития Организации Объединённых Наций (ПРООН) в Беларуси в рамках реализации гранта Глобального Фонда по борьбе с ВИЧ, туберкулёзом и малярией. Лента стала первым национальным кинопроектом, рассказывающим о современной белорусской молодёжи.
Национальной официальной премьеры не было, мировая прошла 4 марта 2013 года на международном кинофестивале «First Time Fest» в Нью-Йорке.
Андрей Курейчик за этот фильм в июне 2012 года был признан лучшим продюсером-дебютантом Беларуси. Церемония вручения профессиональной продюсерской кинопремии «Снято!», учреждённой Ассоциацией независимых продюсеров при поддержке Министерства культуры России и Федерального агентства по культуре и кинематографии, состоялась в Москве.

## Сюжет
Действие фильма происходит в Беларуси в начале 2010-х годов. Главный герой фильма, — 20-летний белорус Никита Мицкевич, живёт и учится в Минске. Он пишет и исполняет музыку, играет в модной минской рок-группе, которую основал вместе с друзьями, и которая выступает на самых популярных концертных площадках города. Его отец работает заместителем руководителя минского районного ОВД, а мама преподаёт в университете. Друзья Никиты такие же юные и беззаботные, как и он сам, в основном музыканты и студенты. Его жизнь омрачает лишь одно небольшое обстоятельство — соперничество с вокалистом группы Стасом, у которого ярко выражены все признаки звёздной болезни. Но, в то же время, даже их общие друзья и коллеги по сцене признают, что эта «война» совершенно бессмысленна, так как им обоим нечего делить.
Беззаботный образ жизни Никиты приводит к тому, что он заражается ВИЧ-инфекцией во время короткого, но бурного курортного романа с очаровательной девушкой. С этого момента всё в его жизни сильно меняется. Участники его музыкального коллектива отказываются с ним вместе играть, а любимая девушка, которая клялась ему в любви, решила уйти. Вся жизнь Никиты окрасилась в мрачные тона. Но все эти невзгоды не сломили его. Сильная воля и желание жить, уверенность в том, что любые трудности и неприятности можно преодолеть, в конце концов, приводят к тому, что Никита вновь возвращается в группу, а девушка Яна, с которой он расстался, вновь вернулась.

## В ролях
| Персонаж       | Актёр                 |
| -------------- | --------------------- |
| Никита         | Леонид Пашковский     |
| Яна            | Олеся Грибок          |
| Оля            | Оксана Чивелёва       |
| Макс           | Дмитрий Vinsent Папко |
| Гриша          | Иван Трус             |
| Георгий Малков | Илья Финевич-Сокуро   |
| Отец Никиты    | Виктор Рыбчинский     |
| Мать Никиты    | Татьяна Бовкалова     |
| Отец Яны       | Павел Иванов          |

## Создание
Первоначально проект «Выше неба» планировался как 8-серийный молодёжный телесериал. Его съёмки начались 25 августа 2011 года в Крыму, а закончились 24 января 2012 года в Минске. Он снимался по заказу Программы развития ООН в Беларуси режиссёрами Андреем Курейчиком и Дмитрием Марининым по сценарию Андрея Курейчика на средства гранта Глобального фонда по борьбе с СПИДом, туберкулёзом и малярией. Проект имел профилактическую цель и был направлен на информирование молодёжи по вопросам ВИЧ/СПИДа, снижение стигмы и дискриминации по отношению к ВИЧ-инфицированным людям и стал первым национальным молодёжным кинопроектом.
В работе задействованы только белорусские актёры и играет современная музыка, исполняемая белорусскими музыкальными коллективами. Драма озвучена на русском и белорусском языках. Исполнители ролей главных героев сериала были отобраны после проведённого офисом ПРООН кастинга, в котором приняли участие более 2 тысяч человек из более чем 30 городов Республики Беларусь.
После того, как все рабочие материалы для сериала были отсняты, представители заказчика проекта, — чиновники ПРООН в Минске, инициировали отстранение творческой группы «Выше неба» от последующего его монтажа и озвучивания. В апреле 2012 года это стало достоянием общественности. Режиссёры Андрей Курейчик и Дмитрий Маринин, операторы-постановщики Алексей Корнеев и Артём Якимов, композитор Дмитрий Фрига и другие участники постановки заявили, что причиной их отстранения стала политическая цензура в интересах белорусского телевидения. Её причиной стало то, что в фильме социальная реальность Беларуси не всегда отображается комплиментарно, а также присутствуют персоны и звучит музыка исполнителей, которые входят в неофициальные «чёрные списки» государственной прессы Беларуси как оппозиционно настроенные по отношению к существующей власти (Олег Хоменко, Александр Куллинкович, Винсент, группа «Ляпис Трубецкой»). Авторы фильма, помимо этого, обвинили офис ПРООН в Беларуси, что при создании фильма чиновниками офиса ПРООН были сфальсифицированы производственные и персональные тендеры, а при производстве нарушались процедуры ООН и трудовое законодательство Республики Беларусь. Официальное обращение по этому поводу были направлены в официальные органы ПРООН в Минске, Братиславе и Нью-Йорке.
В связи с конфликтом между авторами и заказчиками работы официальная премьера фильма в Беларуси, намеченная 9 января в галерее современного искусства «Ў», так и не состоялась. Тем не менее, авторская полнометражная версия картины, выражающая основной замысел её создателей, появилась в сети Интернет 8 июня 2012 года, и за полгода её посмотрело более 250 тысяч зрителей. В связи с этим ПРООН заявила, что версия фильма, появившаяся в Интернете, создана на основе незаконно присвоенных материалов, а исключительным правообладателем всех видеоматериалов кинопроекта «Выше неба» является Программа развития ООН.

## Мировая премьера
Мировая премьера драмы «Выше неба» состоялась 4 марта 2013 года на международном кинофестивале «First Time Fest» (рус. «Первый фильм») в Нью-Йорке. Конфликт между творческой группой проекта и заказчиком не помешал выдвинуть белорусский фильм на фестиваль в США, на котором были представлены лучшие международные дебюты киносезона. Фильм был включён в программу 12 конкурсных фильмов, отобранных среди почти 400 работ со всего мира. Сара Салоа, являющаяся менеджером кинофестиваля, отметила высочайшую конкурентность фильмов в этом году. Драма «Выше неба» стала первым белорусским художественным фильмом, вошедшим в конкурс американского кинофестиваля такого уровня.
Автор сценария фильма Андрей Курейчик сказал по этому поводу:

Для нас это стало полной неожиданностью. Мы фильм на фестиваль не подавали. Это сделал за нас критик, высоко оценивший кино. То, что фильм прошёл в конкурс, было так неожиданно, что мы даже не успели оформить визы, чтобы поехать на фестиваль. Но мы рады, что американская фестивальная публика увидела белорусское кино и послушала белорусскую музыку. Быть номинированным на Нью-Йоркском кинофесте — это уже высокая награда.

В числе гостей и членов жюри фестиваля 2013 года были обладатели премии «Оскар» режиссёры Мартин Скорсезе, Даррен Аронофски, София Коппола, актёр Филипп Сеймур Хоффман, а также известнейшие американские продюсеры, прокатчики и кинокритики.

## Показ в Беларуси
Первый в Беларуси кинотеатральный показ молодёжной драмы «Выше неба» (его первая официальная демонстрация) состоялся в рамках празднования 5-летия кинокомпании «BezBuslou Arts». Показ состоялся 17 января 2018 года в минском бутик-кинотеатре Falcon Club.

## Участие фильма в фестивалях
Картина также была представлена на международной премии «Снято!» в Москве, польско-белорусском фестивале «Бульбамуви» и фестивале фильмов Восточной Европы «EastOff» в Катовице. Специальные показы фильма состоялись в Москве, Вильнюсе, Минске, Краснодаре.
Лента вошла в программу лучших фильмов СНГ 2012—2013 годов на X Международном кинофестивале «Золотой абрикос» в Армении. Фестиваль прошёл в Ереване 7—13 июля и стал крупнейшим форумом киноискусства в регионе Закавказья и Средней Азии. Отборщики фестиваля, а также армянские критики отметили особое место фильма в развитии современного белорусского кинематографа. Критики также отметили гуманистическую направленность фильма, его достоверность и профилактическую миссию. Отдельного упоминания удостоился саундтрек фильма, написанный композитором Дмитрием Фригой и белорусскими группами «Akute», «Vinsent», «Ляпис Трубецкой» и «N.R.M.». Драма стала единственным белорусским фильмом, отобранным для «Золотого абрикоса».
Фильм был показан на более чем 10 международных кинофестивалей и форумов, демонстрировался в Германии, Австрии, Литве, Польше, Армении, России, Украине.

## Награды
В 2012 году авторская версия проекта стала лауреатом авторитетной независимой международной премии «Снято!», учреждённой Ассоциацией независимых продюсеров России, «За лучший продюсерский дебют в Беларуси».
Также фильм «Выше неба» признан лучшим белорусским фильмом 2012 года по рейтингу портала Kinopoisk.ru.

## Музыка
Композитором фильма является Дмитрий Фрига, однако в картине также присутствуют произведения известных белорусских групп и исполнителей. Большинство мелодий являются эксклюзивом авторской версии фильма.

### Список композиций
| №   | Исполнитель     | Композиция                      | Продолжительность |
| 1.  | Akute           | Адшукай мяне                    | 4:14              |
| 2.  | Жак Брэль       | Ne me quitte pas                | 3:49              |
| 3.  | Vinsent         | Ні кроку назад                  | 3:50              |
| 4.  | Trockensaft     | Where Am I                      | 4:15              |
| 5.  | Sonika          | Новы дзень                      | 4:02              |
| 6.  | The Blackness   | Out Of Yesteryear               | 4:21              |
| 7.  | N.R.M.          | Тры чарапахі-2                  | 2:29              |
| 8.  | FRIGA           | In Time                         | 3:36              |
| 9.  | FRIGA           | Danger In Your Eyes             | 3:55              |
| 10. | Akute           | Кроў бы вада                    | 3:41              |
| 11. | Ляпис Трубецкой | Не быць скотам (Хто ты, гэткі?) | 2:36              |